# 2006년 동계 올림픽 독일 선수단
2006년 동계 올림픽 독일 선수단은 2006년 2월 10일부터 26일까지 이탈리아 토리노에서 열린 2006년 동계 올림픽에 참가한 올림픽 독일 선수단이다.

## 메달 집계
| 종목 | 1 | 2 | 3 | 합계 |
| 종목 | ' | ' | ' | '    |
| 종목 | ' | ' | ' | '    |
| 종목 | ' | ' | ' | '    |
| 합계 | ' | ' | ' | '    |

## 종목별 성적

### 루지
여자
- 타탸나 휘프너
- 질케 크라우스하어
- 질케 오토

### 스키점프
- 미하엘 노이마이어
- 마르틴 슈미트
- 미하엘 우르만
- 게오르크 슈페트

### 스피드스케이팅
여자
- 클라우디아 페히슈타인